# Намба Акіра
Намба Акіра (23 квітня 1996) — японський плавець.
Учасник Олімпійських Ігор 2020 року, де в естафеті 4x100 метрів вільним стилем його збірна посіла 13-те місце і не потрапила до фіналу.